# 266
266（二百六十六、二六六、にひゃくろくじゅうろく）は、自然数また整数において、265の次で267の前の数である。

## 性質
- 266は合成数であり、約数は 1, 2, 7, 14, 19, 38, 133, 266 である。
  - 約数の和は480。
- 266 = 2 × 7 × 19
  - 27番目の楔数である。1つ前は258、次は273。
    - 楔数がハーシャッド数になる11番目の数である。1つ前は230、次は285。

  - 素因数の和が完全数になる4番目の数である。1つ前は187、次は276。
- 79番目のハーシャッド数である。1つ前は264、次は270。
  - 14を基としたときの最小のハーシャッド数である。次は392。
    - n を基としたときの最小のハーシャッド数である。1つ前の13は247、次の15は195。(オンライン整数列大辞典の数列 A002998)
- 約数の和が266になる数は1個ある。(148) 約数の和1個で表せる56番目の数である。1つ前は260、次は278。
- 各位の和が14になる15番目の数である。1つ前は257、次は275。
- 各位の平方和が76になる最小の数である。次は626。(オンライン整数列大辞典の数列 A003132)
  - 各位の平方和が n になる最小の数である。1つ前の75は157、次の77は238。(オンライン整数列大辞典の数列 A055016)
- 各位の立方和が440になる最小の数である。次は626。(オンライン整数列大辞典の数列 A055012)
  - 各位の立方和が n になる最小の数である。1つ前の439は4555、次の441は1266。(オンライン整数列大辞典の数列 A165370)
- 266 = 12 + 32 + 162 = 12 + 112 + 122 = 42 + 52 + 152 = 42 + 92 + 132 = 82 + 92 + 112
  - 3つの平方数の和5通りで表せる4番目の数である。1つ前は230、次は269。(オンライン整数列大辞典の数列 A025325)
  - 異なる3つの平方数の和5通りで表せる3番目の数である。1つ前は230、次は269。(オンライン整数列大辞典の数列 A025343)
- 266 = 23 + 23 + 53 + 53
  - 4つの正の数の立方数の和で表せる60番目の数である。1つ前は261、次は271。(オンライン整数列大辞典の数列 A003327)
- 266 = 2 × (112 + 11 + 1) = 2 × (122 − 12 + 1)
  - n = 11 のときの 2(n2 + n + 1) の値とみたとき1つ前は222、次は314。(オンライン整数列大辞典の数列 A051890)

## その他 266 に関連すること
- 年始から266日目（平年）は9月23日。年によって変わるが秋分の日である。
- ISO 3166-1（JIS X 0304 国名コード）の266は、ガボン。
- 国際電話番号の266は、レソト。
- スカパー!のCh266は、歌謡ポップスチャンネル。
- 1960年ニューヨーク空中衝突事故の衝突機の片方は、トランス・ワールド航空266便。
- グリーン (USS Greene, DD-266) は、アメリカ海軍の駆逐艦。
- ポーギー (USS Pogy, SS-266) は、アメリカ海軍の潜水艦。
- シリウス (HMAS Sirius, O 266) は、オーストラリア海軍の給油艦。
- 第266代ローマ教皇はフランシスコ（在位：2013年3月13日～2025年4月21日）である。
- 266 × 10−2 = 2.66 は 2√2 の数字列である。この数は超越数である。(オンライン整数列大辞典の数列 A007507)